# Cambodian Super Cup
Der Cambodian Super Cup, ehemals CNCC Charity Cup,  ist ein Fußballpokalwettbewerb in Kambodscha. Der Super Cup wird vom kambodschanischen Fußballverband, der Football Federation of Cambodia, organisiert. Bei dem Spiel treffen der Meister der Cambodian Premier League und der Gewinner des Hun Sen Cup aufeinander. Der Cup wird vor Beginn der neuen Saison ausgetragen. Erstmals wurde der Super Cup 2017 ausgetragen. Aufgrund des mangelnden öffentlichen Interesses und der finanziellen Begrenzung wurde der Pokal von 2018 bis 2021 für vier Jahre unterbrochen.

## Sieger seit 2017
| Jahr                | Meister           | Pokalsieger                  | Ergebnis         |
| CNCC Charity Cup    | CNCC Charity Cup  | CNCC Charity Cup             | CNCC Charity Cup |
| ------------------- | ----------------- | ---------------------------- | ---------------- |
| 2017                | Boeung Ket Angkor | National Defense Ministry FC | 3:0              |
| 2018 bis 2021       | keine Austragung  | keine Austragung             | keine Austragung |
| Cambodian Super Cup |                   |                              |                  |
| 2022                | Phnom Penh Crown  | Visakha FC                   | 2:1              |
| 2023                | Phnom Penh Crown  | Visakha FC                   | 2:1 n. V.        |